# Mikulik József (pártmunkás)
Mikulik József (Salgótarján, 1889. augusztus 23. – Baku, Szovjetunió, 1933. április 18.) vas- és fémesztergályos, üzemmérnök, kommunista pártfunkcionárius.

## Élete
Ipari tanuló korában belépett a vas– és fémesztergályosok szakszervezetébe, s tanulmányai alatt rendszeresen agitációs munkát végzett. Az első világháború előtt belépett a szociáldemokrata pártba, a háború alatt orosz majd az olasz fronton végzett szolgálatot, s a katonák között antimilitarista agitációt folytatott, emiatt letartóztatták, és a katonai bíróság fegyházbüntetésre ítélte. Miután kiszabadult, a Weiss Manfréd Lőszergyárban dolgozott, ahol hamarosan főbizalmivá választották. Az őszirózsás forradalom után az ekkor már legálisan működő antimilitarista galileisták (ún. forradalmi szocialisták) csoportjához tartozott, szervezte ugyanakkor a baloldali üzemi bizalmiakat is.
Részt vett a KMP megalapításában, s az első Központi Bizottság tagja lett. Ekkortájt a mátyásföldi repülőgyárban dolgozott, ahol agitációs tevékenységének köszönhetően a dolgozókat megnyerte a szocialisták ügyének. A Magyarországi Tanácsköztársaság alatt a salgótarjáni majd a gödöllői járás politikai biztosaként tevékenykedett: felfegyverezte a salgótarjáni térség munkásait, s elérte a csehszlovák intervenciós csapatok megállítását. Megszervezte továbbá a ceglédi ellenforradalom leverését is. A Magyarországi Tanácsköztársaság bukása után letartóztatták, s bebörtönözték, előbb Zalaegerszegen, majd Vácott, végül a szegedi Csillag-börtönben raboskodott. 1922-ben a szovjet–magyar fogolycsere-akció keretein belül a Szovjetunióba került. Bakuban élt, ahol az olajforrásoknál dolgozott, 1930 körül már üzemmérnökként. A börtönben szerzett tüdőbajban halt meg.

### Levéltári anyagok
- HU BFL – VII.18.d – 13/7814 – 1919
- HU BFL – VII.18.d – 13/3300 – 1919
- HU BFL – VII.18.d – 13/3310 – 1919
- HU BFL – VII.18.d – 21/0047 – 1919
- HU BFL – VII.18.d – 13/6093 – 1920